# Anodontiglanis dahli
Anodontiglanis dahli (engl. Toothless Catfish) ist ein im Norden Australiens vorkommender Süßwasser-Wels aus der Familie der Korallenwelse. Die Art ist der einzige Vertreter der Gattung Anodontiglanis.

## Merkmale
Diese Korallenwels-Art wird normalerweise 20 Zentimeter lang (maximal bis 40 Zentimeter) und ist graumeliert oder braun gefärbt und weist einige vertikale Linien aus blassen Flecken an den Seiten auf. Die vordere Rückenflosse ist schmal und lang und besitzt einen harten, scharfen Flossenstrahl und sechs Weichstrahlen. Die zweite Rückenflosse und die Afterflosse sind mit der Schwanzflosse verwachsen und bestehen aus 175 bis 180 Flossenstrahlen, die Brustflossen weisen einen scharfen Hartstrahl und elf Weichstrahlen auf. Bis auf einige unauffällige Zähne auf dem Pflugscharbein (Vomer) ist die Art zahnlos.
Der dorsale Teil der Schwanzflosse beginnt bereits weit vorne auf Höhe der Bauchflossen, im Gegensatz zu dem weiter hinten beginnenden Ansatz bei allen anderen australischen Korallenwelsen. Außerdem ist die vordere Rückenflosse im Vergleich zu den anderen Arten relativ schmal aber lang.

## Verbreitung und Lebensweise
Die Art kommt vereinzelt im Süßwasser im Norden Australiens vor, wie im Fitzroy River (King Sound), in den meisten küstennahen Fließgewässern des Northern Territory sowie im Mitchell River (Golf von Carpentaria) und im Archer River auf der Westseite der Kap-York-Halbinsel.
Die Fische sind eher Einzelgänger und bevorzugen sandigen Boden in der Nähe von Totholz in klaren Flüssen. Dort suchen sie mit dem Maul im Sandboden nach Nahrung. Sie ernähren sich von aquatischen Insektenlarven, Detritus, Mollusken und Garnelen.